# Vela (Guarda)
Vela is een plaats (freguesia) in de Portugese gemeente Guarda en telt 567 inwoners (2001).